# Peter DeFazio
Peter Anthony DeFazio (Needham, 27 maggio 1947) è un politico statunitense, membro della Camera dei Rappresentanti per lo stato dell'Oregon dal 1987 al 2023.

## Biografia
In gioventù servì nella United States Air Force dal 1967 al 1971. Successivamente, dopo aver preso un bachelor, lavorò come gerontologo.
Dal 1977 al 1982 fu attivo in politica, come assistente del deputato Jim Weaver. Quando Weaver decise di non cercare la rielezione, DeFazio si candidò per sostituirlo e vinse con il 54% dei voti. Negli anni seguenti tentò di farsi eleggere al Senato, ma non raggiunse mai l'obiettivo.
Lasciò la Camera dei rappresentanti alla fine del 117º Congresso, dopo trentasei anni di permanenza.
DeFazio è un progressista ed era membro del Congressional Progressive Caucus.
Di dichiarate origini italiane, fece parte della Italian American Congressional Delegation.